# Aloe brandhamii
Aloe brandhamii ist eine Pflanzenart der Gattung der Aloen in der Unterfamilie der Affodillgewächse (Asphodeloideae). Das Artepitheton brandhamii ehrt den britischen Pflanzengenetiker Peter Edward Brandham (* 1937).

## Beschreibung

### Vegetative Merkmale
Aloe brandhamii wächst stammlos, sprossend und dichte Klumpen bildend. Der aufsteigende Stamm alter Pflanzen erreicht eine Länge von bis zu 1 Meter. Die lanzettlichen Laubblätter bilden eine dichte Rosette. Die trüb dunkelgrüne Blattspreite hat oft einen bronzefarbenen Schein. Sie ist 50 bis 80 Zentimeter lang und 10 bis 20 Zentimeter breit. Die Blattoberfläche ist glatt. Die stechenden, braun gespitzten Zähne am Blattrand sind 2 bis 3 Millimeter lang und stehen 10 bis 20 Millimeter voneinander entfernt. Der Blattsaft ist trocken gelb.

### Blütenstände und Blüten
Der Blütenstand besitzt bis zu 25 Zweige und erreicht eine Länge von 1,5 bis 2 Meter. Die unteren Zweige sind gelegentlich zusätzlich verzweigt. Die lockeren Trauben sind 15 bis 30 Zentimeter lang und bestehen aus einseitswendigen Blüten. Die eiförmigen Brakteen weisen eine Länge von 12 bis 15 Millimeter auf und sind 5 bis 7 Millimeter breit. Die korallenrosafarbenen Blüten stehen an 5 bis 9 Millimeter langen Blütenstielen. Sie sind winzig Weiß gefleckt und an ihrer Mündung heller. Die Blüten sind 30 bis 40 Millimeter lang und an ihrer Basis gerundet. Auf Höhe des Fruchtknotens weisen sie einen Durchmesser von 7 bis 8 Millimeter auf. Darüber sind sie kaum verengt. Ihre äußeren Perigonblätter sind auf einer Länge von etwa 10 bis 13 Millimeter nicht miteinander verwachsen. Die Staubblätter und der Griffel ragen 3 bis 4 Millimeter aus der Blüte heraus.

## Systematik, Verbreitung und Gefährdung
Aloe brandhamii ist in Tansania im leichten Schatten an felsigen Hängen in Höhenlagen von 750 bis 1200 Metern verbreitet.
Die Erstbeschreibung durch Susan Carter wurde 1994 veröffentlicht.
Aloe brandhamii wird in der Roten Liste gefährdeter Arten der IUCN als „Endangered (EN)“, d. h. stark gefährdet eingestuft.

## Nachweise